# Mirador del Mediterráneo
Mirador del Mediterráneo es un rascacielos situado en el Rincón de Loix en Benidorm (Alicante), España. Es el séptimo edificio más alto de Benidorm y el decimoséptimo más alto de España.  
Está formado por 35 plantas, más seis de ellas usadas como garaje y tres más como plantas técnicas, siendo un total de 42 construidas.  Su construcción se inició en diciembre del 2003 y finalizó en septiembre de 2006. Disfruta de una de las mejores vistas de la ciudad de Benidorm.
El edificio está formado en realidad por 2 torres gemelas que están unidas en un núcleo común desde los cimientos hasta la planta séptima alojándose en este tramo los garajes.  A partir de ahí y hasta la planta 42 nacen las dos torres que están unidas cada ciertas plantas por pasarelas metálicas, las cuales disponen de un sistema de rodillos que permiten el oscilamiento de las torres por separado debido al viento. Las pasarelas permiten la evacuación en caso de incendio en una de las torres pasando a la otra.